# Parada de Arneiro
La Parada de Arneiro fue una estación ferroviaria del Ramal da Lousã, que servía a la zona de Arneiro, en el Distrito de Coímbra, en Portugal.

## Historia

### Apertura al servicio
Este apeadero se situaba en el tramo entre las estaciones de Coímbra y Lousã del Ramal da Lousã, que abrió a la explotación el 16 de diciembre de 1906, por la Compañía Real de los Caminhos de Ferro Portugueses.